# Pannecières
Pannecières – miejscowość i gmina we Francji, w Regionie Centralnym, w departamencie Loiret.
Według danych na rok 1990 gminę zamieszkiwało 117 osób, a gęstość zaludnienia wynosiła 17 osób/km² (wśród 1842 gmin Centre, Pannecières plasuje się na 1017. miejscu pod względem liczby ludności, natomiast pod względem powierzchni na miejscu 1289.).